# Пятнистая круглоголовка
Пятнистая круглоголовка (лат. Phrynocephalus maculatus) — вид ящериц из рода круглоголовок семейства агамовых.

## Описание
Общая длина достигает 10 см. Самцы значительно крупнее самок. Верхняя поверхность морды круто переходит в переднюю, благодаря чему ноздри сверху не видны. Чешуя туловища гладкая, однородная или очень слабо увеличена вдоль позвоночника. Задние края отдельных чешуй туловища не приподняты. Чешуя на верхней стороне лап и хвоста с хорошо развитыми рёбрышками. Грудная и брюшная чешуи гладкие. На верхней поверхности шеи нет поперечной складки кожи. Хвост постепенно утончается к концу и приплюснутый по всей длине.
Окраска спинной стороны тела серая или желтовато-песчаная с многочисленными светлыми пятнышками и нечётко выраженным рисунком из серых поперечных пятен с размытыми очертаниями по бокам позвоночника и на верхней стороне передней трети хвоста. Брюхо имеет белую окраску, на горле обычно со слабо заметными серыми крапинками. Задняя треть хвоста снизу голубовато-синяя, конец хвоста чёрно-синий, иногда почти чёрный. Нижняя часть основания хвоста оранжевая.

## Образ жизни
Любит солончаковые пустыни с редкой растительностью, песчаные почвы. После зимовки пятнистые круглоголовки появляются во второй половине марта, утром греются на кустах и бугорках. Активны до второй половины ноября. Норы ящерицы устраивают на повышенных участках солончака. Их длина от 13 до 53 см, глубина от 10 до 40 см, ширина входа 2—3,5 см и его высота - 1—2 см. В норе ящерицы располагаются головой к выходу. Питается насекомыми, пчелами, настоящими и роющими осами, муравьями, саранчовыми. 

## Размножение
Яйцекладущая ящерица. Половая зрелость наступает в возрасте 20—22 месяцев после второй зимовки. Откладывание 1—3 яиц размером 14—18 х 8—10 мм происходит в середине мая и второй раз со второй половины июня. Молодые круглоголовки из первой кладки длиной 3,1-3,2 см появляются с середины июня, из второй - с середины августа.

## Распространение
Вид распространён в юго-западной Азии от Аравии на западе до Ирана и Пакистана на северо-востоке и востоке.